# Всеукраїнський з'їзд рад (Харків)

Прапор Радянської Української Народної Республіки.

Всеукраїнський з'їзд робітничих і солдатських за участю селянських депутатів, в радянській історіографії також Перший всеукраї́нський з'ї́зд ра́д — відбувся 11 (24) грудня — 12 (25) грудня 1917 року за ініціативи більшовиків у Харкові, що був захоплений ними на початку радянсько-української війни. Проходив як альтернатива Всеукраїнському з'їздові рад у Києві
4 (17) грудня — 6 (19) грудня 1917 року, де більшовики зазнали політичної поразки. У роботі з'їзду взяло участь 206 делегатів, обрані лише 95 радами з 300, що діяли в Україні. Представників українського селянства практично не було. З'їзд закінчився проголошенням Української Народної Республіки Рад зі столицею в Харкові.

## Опис
8 (21) грудня 1917 року більшовицькі червоногвардійські війська, надіслані Радою народних комісарів Росії, під командуванням Володимира Антонова-Овсієнка, вступили до українського Харкова. Почалася українсько-радянська війна. 9 (22) грудня більшовики роззброїли українізовані частини, заарештували керівників Харківської ради і гарнізону, й захопили місто. Того ж дня відбулося об'єднане засідання комітетів більшовицької партії — Харківського міського, Харківського губернського і Донецько-Криворізького. На ньому вирішили провести у Харкові Всеукраїнський з'їзд рад у складі делегатів ІІІ з'їзду рад Донкривбасу і членів більшовицької фракції київського з'їзду, що прибули до Харкова.
9 (22) грудня 1917  року почав роботу ІІІ з'їзд рад Донецького та Криворізького басейнів. Однак із 140 рад прибули 78 делегатів від 46. Присутні делегати були переважно учасниками обласної більшовицької конференції Донкривбасу, тобто були представниками більшовицьких фракцій рад, а не власне рад. Незважаючи на нелегітимність з'їзду, його було визнано правочинним під тиском більшовиків. До цих 78 делегатів приєдналися 123 делегати, які прибули з Києва і представляли 49 рад. Разом вони проголосили себе Всеукраїнським з'їздом робітничих і солдатських за участю селянських депутатів — начебто повноважним першим з'їздом рад України. Цей з'їзд у радянській історіографії отримав назву Першого Всеукраїнського з'їзду рад, фальшиво заперечуючи першість київського з'їзду.
З'їзд розпочав роботу 11 (24) грудня 1917 року в будинку Дворянських зборів. Абсолютну більшість делегатів складали більшовики. Також були присутні ліві українські есдеки, російські меншовики та есери. Представників селянства, що становило дві третини населення України, практично не було. Делегати проголосили себе «з'їздом рад робітничих і солдатських депутатів за участі частини селянських депутатів».
На з'їзді розглядалися питання про самовизначення України та Донецького і Криворізького басейнів, про організацію влади в Україні, вибори Центрального Виконавчого Комітету рад України, поточний момент. 
Найважливішою резолюцією з’їзду була більшовицька резолюція «Про владу в Україні», прийнята 12(25) грудня 1917  більшістю в 110 голосів (13 меншовиків та правих есерів відмовилися брати участь у голосуванні). Доповідь із цього питання робив Георгій Лапчинський, голова Кременчуцької Ради робітничих і солдатських депутатів. Вона проголошувала владу рад єдиною формою влади, що забезпечує волевиявлення широких народних мас. Судячи за змістом, резолюція була складена ним же та лідером більшовиків України Євгенією Бош.. Запропонував резолюцію більшовик Федір Сергєєв:  
| Всеукраїнський з'їзд робітничих і солдатських за участю селянських депутатів постановляє: влада на території Української республіки віднині належить виключно Радам робітничих, солдатських і селянських депутатів; на місцях – повітовим, міським, губернським та обласним Радам, а в центрі – Всеукраїнському з’їздові Рад робітничих, солдатських і селянських депутатів, його Центральному Виконавчому Комітетові й тим органам, які він утворить. Україна оголошується республікою Рад робітничих, солдатських і селянських депутатів. |
Таким чином, влада Української Центральної Ради визнавалася нелегітимною.
З'їзд також обрав Центральний виконавчий комітет рад України як керівний орган радянської України. Він складався з 41 особи: 35 більшовиків, 4 лівих есера, 1 лівий український есдек і 1 меншовик-інтернаціоналіст. 20 місць комітету залишили вакантними. Їх мали надати делегатам рад селянських депутатів, яких мусили обрати на майбутньому Всеукраїнському з'їзді рад селянських депутатів.
З'їзд мусив негайно поширити на територію радянської України дію декретів і розпоряджень Ради народних комісарів Росії: про землю, про робітничий контроль над виробництвом, про демократизацію армії. Центральний виконавчий комітет рад України повинен був оголосити недійсними всі розпорядження Центральної Ради та Генерального секретаріату. Свої дії радянська Україна мусила узгоджувати з російським центральним урядом.
З'їзд також зобов'язав Центральний виконавчий комітет скликати другий Всеукраїнський з'їзд рад робітничих, солдатських і селянських депутатів. У постанові «Про самовизначення України» з'їзд визнав Українську республіку федеративною частиною Російської республіки.
13 (26) грудня 1917 року, після закінчення з'їзду, відбулося перше засідання Центрального виконавчого комітету. На ньому обрали президію і комісії. Головою комітету став лівий есдек Юхим Медведєв. Тоді ж була відправлена телеграма Раді народних комісарів про прийняття на себе всієї повноти влади в Україні. На цьому ж засіданні було створено перший радянський уряд України, який за постановою ЦВК від 14 (27) грудня 1917 року став називатися Народним секретаріатом.
13 (26) грудня — 17 (30) грудня року Центральний виконавчий комітет виконав рішення з'їзду. Було прийнято російські декрети про землю, про робітничий контроль над виробництвом, про поліпшення прав міських самоуправлінь, про права народів, про демократизацію армії, а також скасовано запроваджену Центральною Радою заборону вивезення хліба до Росії.
17 (30) грудня року Центральний виконавчий комітет схвалив маніфест до всіх робітників, селян і солдатів України, який сповіщав про проголошення Всеукраїнським з'їздом рад радянської влади в Україні.